# ماریا گئورگاتو
ماریا گئورگاتو (یونانی: Μαρία Γεωργάτου؛ زادهٔ ۱۰ مه ۱۹۸۴) ژیمناست ریتمیک اهل یونان است.